# Heddesdorf

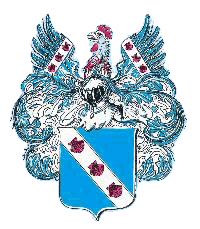
Wappen von Heddesdorf mit Helmzier

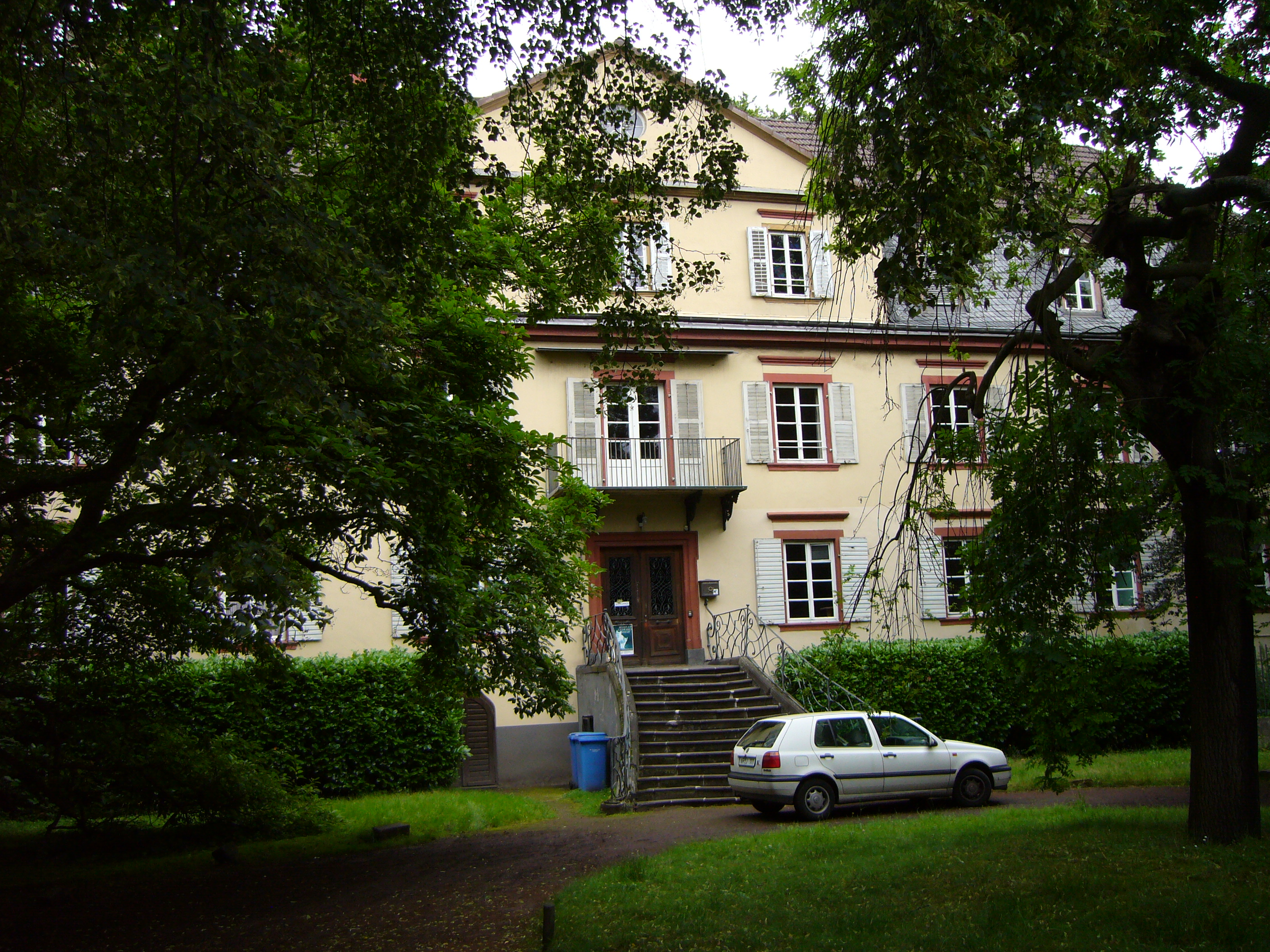
Ehemaliges Landratsamt/Isenburger Hof

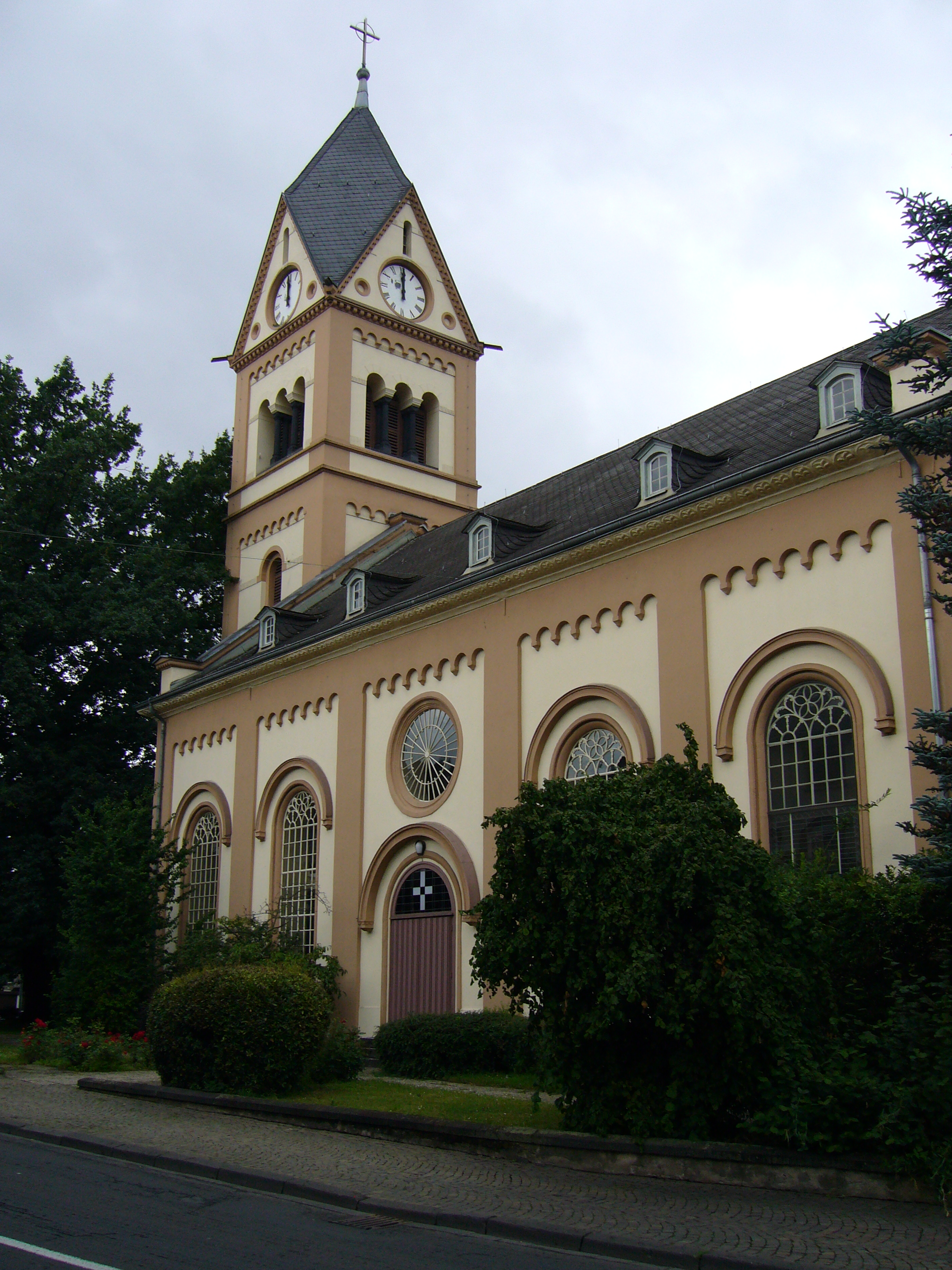
Evangelische Kirche in der Dierdorfer Straße

Heddesdorf ist ein Stadtteil und ein Ortsbezirk von Neuwied in Rheinland-Pfalz. Bis zur Eingemeindung in die Stadt Neuwied per Vereinigungsvertrag im Jahr 1904 war Heddesdorf eine selbständige Gemeinde.
In Heddesdorf als einem der beiden Teile der sogenannten „alten Stadt Neuwied“ – die ursprüngliche Stadt Neuwied wird heute als Innenstadt bezeichnet – wohnen heute 11.773 Einwohner, in der Innenstadt 12.390 (Stand 30. Juni 2020).

## Lage
Heddesdorf wird im Westen durch die Wied und den Neuwieder Stadtteil Irlich, im Norden durch die Stadtteile Niederbieber und Torney, im Osten durch die Stadtteile Block und Heimbach und im Süden durch die Innenstadt, die Heddesdorf etwa zwei Kilometer vom Rheinufer trennt, begrenzt.
Das Gebiet besteht im Wesentlichen aus:
- Alt-Heddesdorf bildet den Ursprung des Ortes mit den ältesten Häusern und der alten Heddesdorfer Kirche. Wenn bis 1955 von Heddesdorf die Rede war, war dieser Bereich gemeint.
- Der Raiffeisenring entstand in den 1960er Jahren als Wohngebiet mit gartenbaulicher Anlage, drei mittleren Hochhäusern und lokaler Versorgungsinfrastruktur.
- Der Heddesdorfer Berg ist ein vorwiegend in den 1970er und 1980er Jahren entstandenes Wohngebiet in gemäßigter Hügel- oder Hanglage. In diesem Bereich wurden von vorneherein auch diverse Schulen eingeplant.
- Das Industriegebiet Distelfeld befindet sich im Osten, das Industriegebiet Friedrichshof im Nordosten Heddesdorfs.

## Geschichte

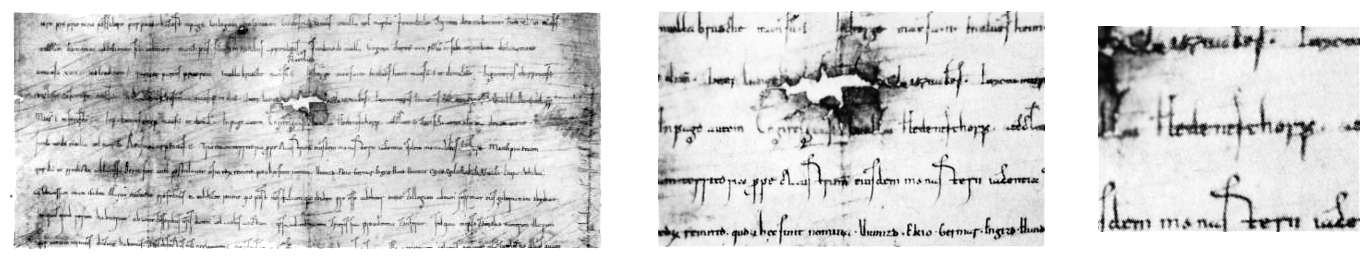
Urkunde mit der ersten Erwähnung Heddesdorfs

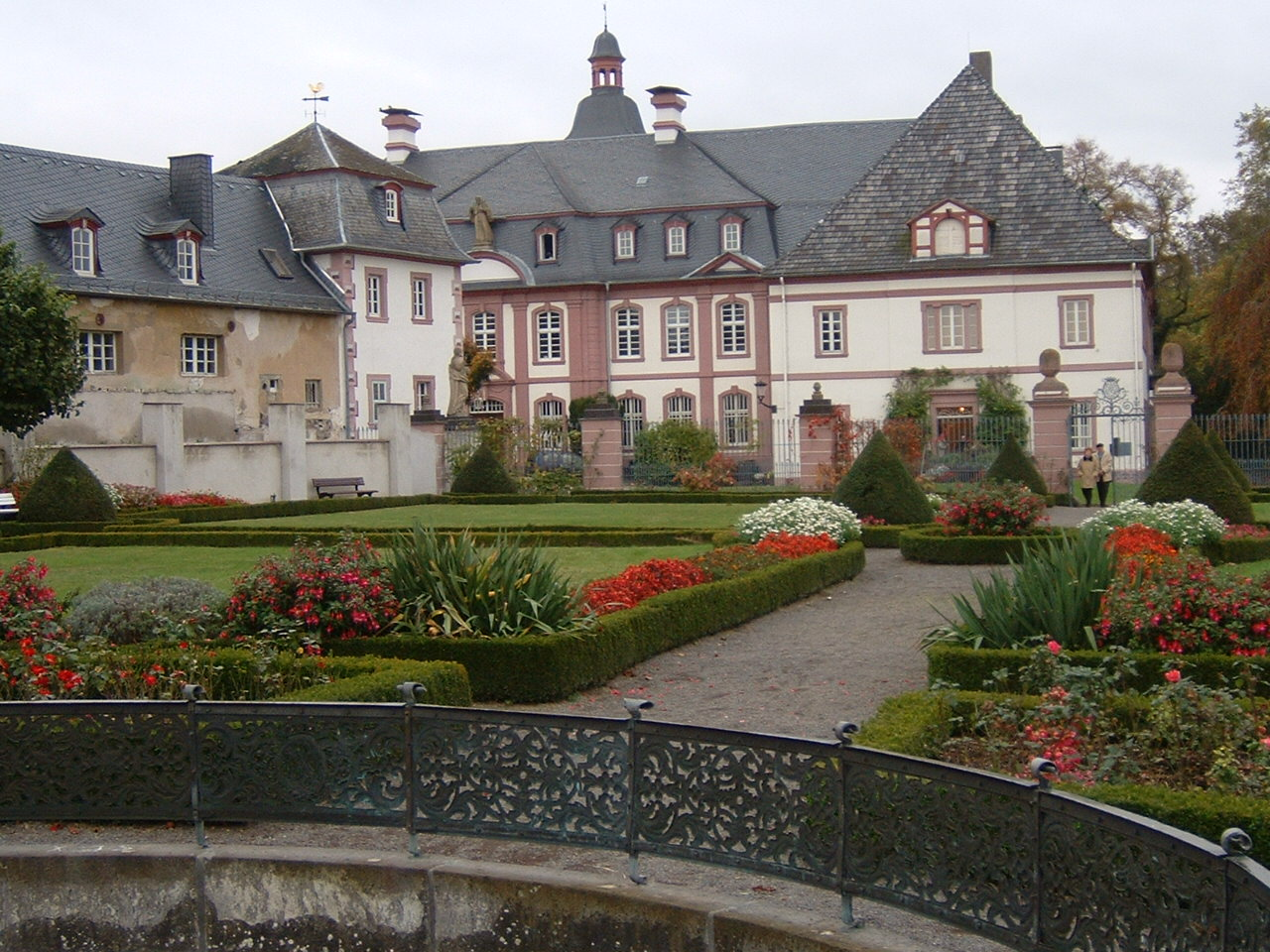
Abtei Rommersdorf, Ziel der Heddesdorfer Pfingstreiter

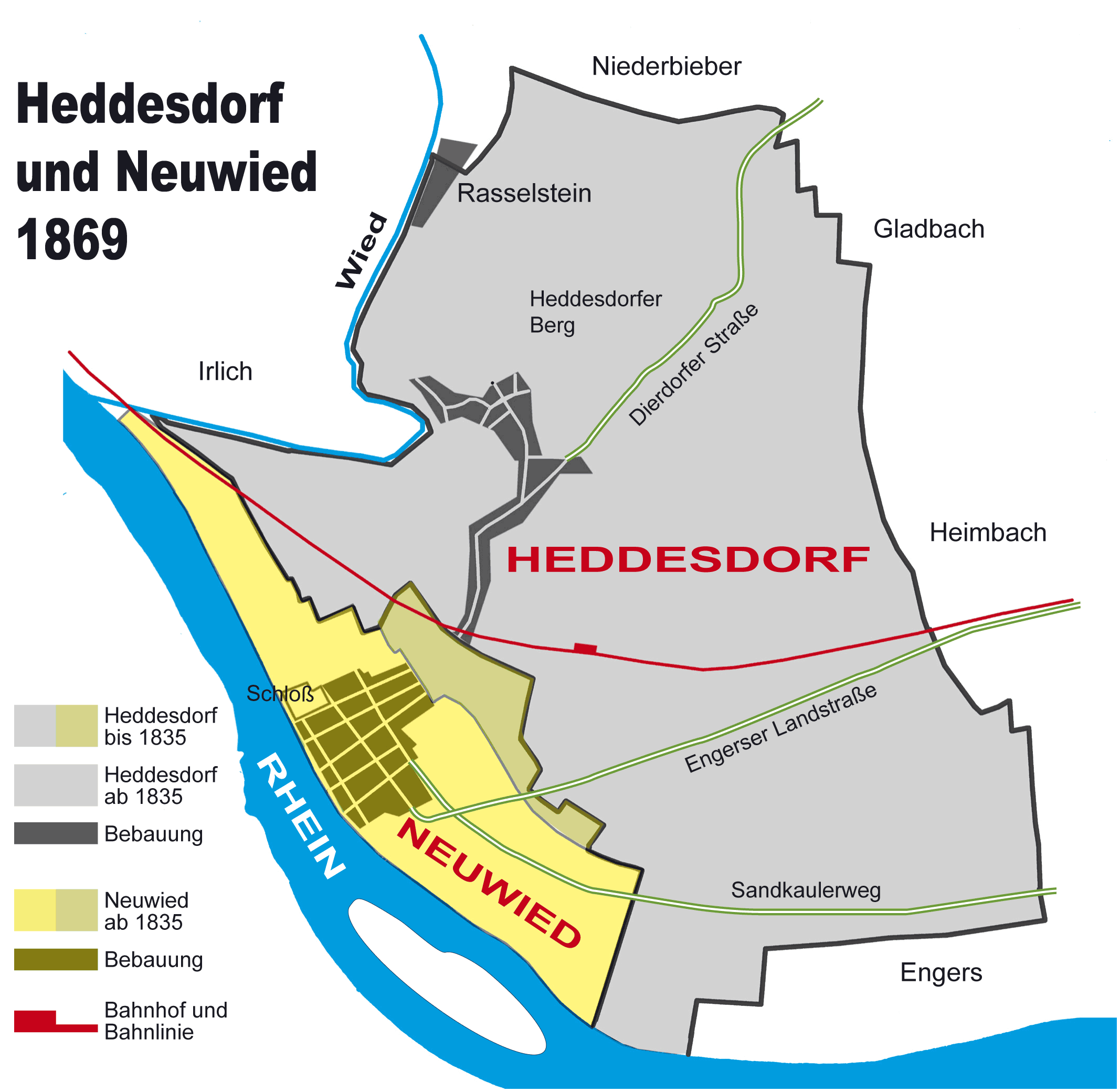
Plan von Heddesdorf und Neuwied 1869

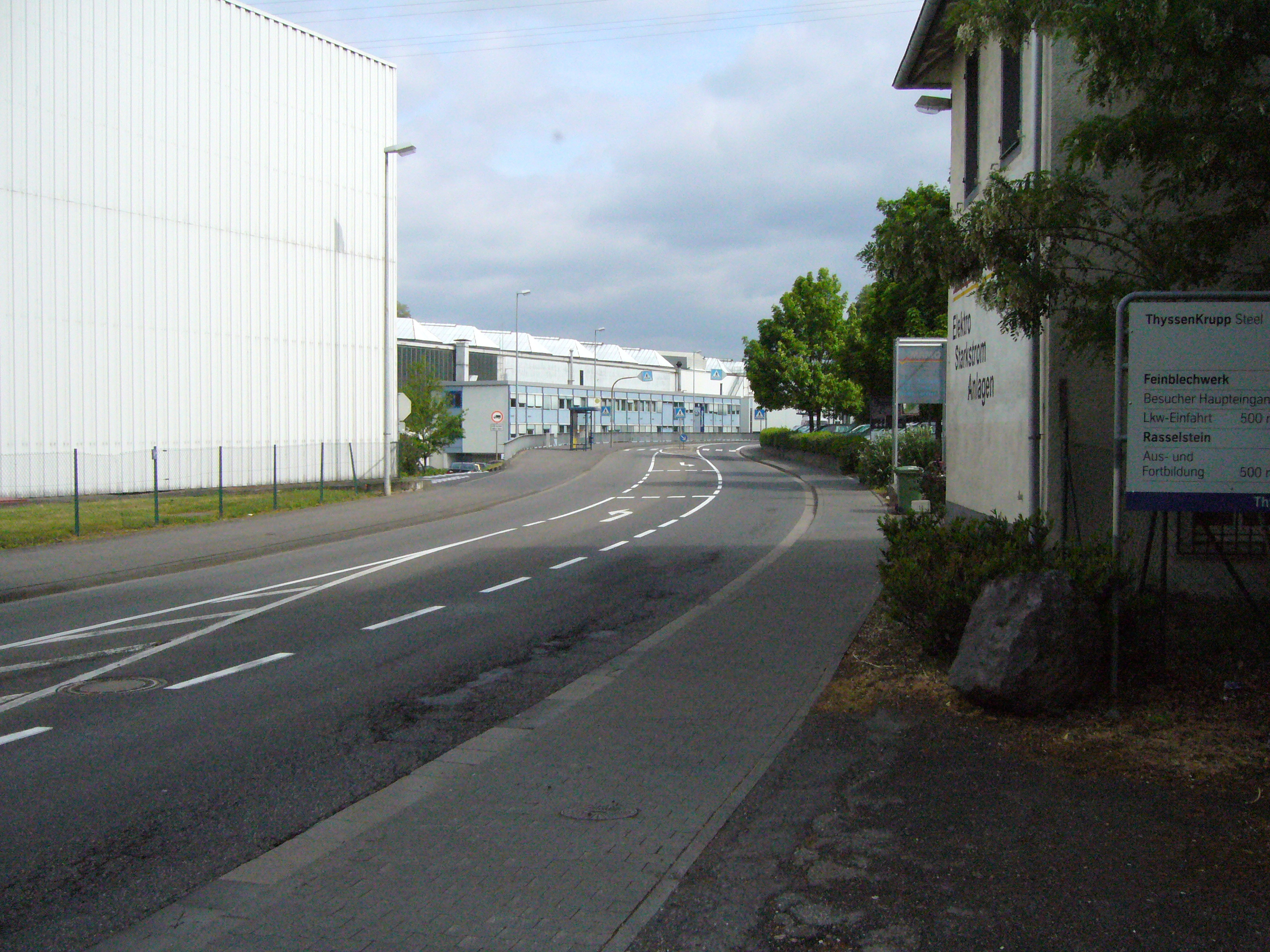
Rasselstein-Werk Neuwied

Wie von der gesamten Umgebung im Neuwieder Becken kann auch von Heddesdorf angenommen werden, dass es schon im Magdalénien als Siedlungsbereich genutzt wurde. Die erste Besiedlung in geschichtlicher Zeit erfolgte durch das Römische Imperium um etwa 90 n. Chr. bis vermutlich 190 n. Chr., als in der heutigen Heddesdorfer Gemarkung ein Kohortenkastell existierte. Grabfunde aus der Merowingerzeit wurden unter anderem am Platz der heutigen evangelischen Heddesdorfer Kirche und des früheren römischen Kastells nachgewiesen.

### Gründung und Mittelalter
Keimzelle Heddesdorfs war wohl ein reichsfreier fränkischer Salhof mit einer später hinzugekommenen Eigenkirche. Am 25. Dezember 962 schenkte Bruno, Erzbischof von Köln, Bruder und Reichskanzler Ottos des Großen, dem Kölner Cäcilienkloster diese Kirche in „Hedenesthorp“ im „Engersgau“. Die Namensendung -dorf verweist auf eine Gründung der fränkischen Siedlungszeit des 7./8. Jahrhunderts, der Teil „Hedenes-“ ist wohl auf den Namen des Gründers zurückzuführen.
Das Geschlecht derer von Heddesdorf tauchte erstmals am 30. Juni 1218 in einer Schenkungsurkunde des Heinrich II. von Isenburg auf, als Crafto de Hetensdorff als Urkundszeuge genannt wird. Hier ist auch erstmals das Heddesdorfer Wappen belegt, das auf blauem Grund einen weißen Diagonalstreifen abwärts mit drei roten Jakobsmuscheln als vermutlichen Verweis auf Pilgerfahrten zeigt.

### Frühe Neuzeit und 19. Jahrhundert
Mindestens seit 1564, wahrscheinlich aber schon lange vor 1487, beginnt die Tradition der Heddesdorfer Pfingstreiter.
Im Wiedtal entstand das Hüttenwerk Rasselstein, 1655 erstmals erwähnt. Es stellte 1835 die Schienen für die erste deutsche Eisenbahnstrecke Nürnberg-Fürth her. 1784 wurden die Grafen zu Wied-Neuwied, der sogenannten Unteren Grafschaft Wied, in den Reichsfürstenstand erhoben, verloren aber schon infolge des Reichsdeputationshauptschlusses 1803 ihre Herrschaftsrechte, so auch in Heddesdorf. Nach dem Sturz Napoleons und dem Wiener Kongress 1815 kam Heddesdorf an die spätere Rheinprovinz. Auf den 15. April 1817 datiert die Gründung der „Bürgermeisterei Heddesdorf“, zu der auch Niederbieber gehörte. 1851 wurde Eduard Justus von Runkel zum Landrat ernannt, der sein Wohnhaus, den Isenburger Hof, zur Landratur erkor. 1852 erhielt Friedrich Wilhelm Raiffeisen die Ernennung zum Bürgermeister der Amtsbürgermeisterei Heddesdorf.

### 20. Jahrhundert
Einschneidendes Ereignis war und bleibt die Eingemeindung Heddesdorfs in die Stadt Neuwied. Die Lage Neuwieds war flächenmäßig durch die großzügige Gemarkung Heddesdorf beengt und so war der Versuch, Heddesdorf einzugemeinden, nur folgerichtig. Am 20. Mai 1904 ließ Landrat Runkel bekannt machen:
„Durch allerhöchste Cabinetordre Seiner Majestät vom 14. Mai 1904 ist die Eingemeindung des Dorfes Heddesdorf in die Stadt Neuwied genehmigt worden. Die Eingemeindung geschieht mit rückwirkender Kraft vom 1. April 1904 an.“ Kaiser Wilhelm II. hatte entschieden. Ein Auseinandersetzungsvertrag und ein Vereinigungsvertrag sorgten schließlich für einen geordneten Übergang der Gemeinde Heddesdorf nach Neuwied.
- Für eine ausführliche Darstellung der Geschichte der selbständigen Gemeinde siehe auch: Geschichte von Heddesdorf bis 1904

### Teil der neuen Stadt Neuwied seit 1904

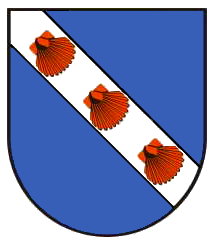
Wappen

1957 wurde das Amt Heddesdorf, den wirklichen Verhältnissen entsprechend, in Amt Niederbieber-Segendorf umbenannt. 1960 begann der Bau der Raiffeisenschule, die 1962 eingeweiht wurde und wesentliche Voraussetzung für die Entwicklung des anliegenden Neubaugebiets Raiffeisenring war. Ebenfalls 1962 eröffnete das Freibad an der Andernacher Straße und im Folgejahr erstmals die Mittelrheinische Industrie-, Handels- und Gewerbeausstellung (IHAGA) ihre Pforten. Mit einem großen Festumzug feierte im selben Jahr die Heddesdorfer Bürgerschaft das 1000. Jubiläum der Ortsgründung.
Nach Bildung der neuen Stadt Neuwied 1969/1970 begann 1971 der Bau der kaufmännischen Schulen auf dem Heddesdorfer Berg. 1974 wurde die „Ahl Schull“ an der Ecke Schmandtstraße/Grabenstraße abgetragen und im Freilichtmuseum Bad Sobernheim wiedererrichtet. 1977 eröffnete man in Nachbarschaft zum heutigen Raiffeisen-Stadion die Eissporthalle. 1979 starb August Welker, Lehrer an der Raiffeisenschule und bekannter Neuwieder Sprachforscher und Mundartdichter.
1977–1980 wurde durch zahlreiche Umbauten und auch Abrisse traditionsreicher Häuser die Grundlage für die heutige Verkehrsführung im Bereich Andernacher Straße/Heddesdorfer Straße/Hofgründchen gelegt. 1984 verließ die Raiffeisendruckerei ihren Standort an der Bahnunterführung Heddesdorfer Straße, wo sie seit ihrer Gründung 1904 bestand, und zog in neue Gebäude in Segendorf.
2001 wurden in den Neuwieder Stadtteilen Ortsbeiräte eingerichtet: Heddesdorf wurde dabei übergangen. Im Folgejahr feierte Heddesdorf den 150. Jahrestag der Ernennung Raiffeisens zum Heddesdorfer Bürgermeister mit einem Straßenfest. 2005 benannte man das Prof.-Hueppe-Stadion in „Raiffeisen-Stadion“ um, da Ferdinand Hueppe aufgrund seiner Beiträge zur „Rassenhygiene“ als Namensgeber nicht mehr tragbar war. 2007 wurde die IHAGA als größte Verbrauchermesse im nördlichen Rheinland-Pfalz in REGIONARA umbenannt. Im Dezember 2023 entschied der Stadtrat mehrheitlich, auch in Heddesdorf und der Innenstadt Ortsbeiräte einzurichten. Dies wurde im Folgejahr umgesetzt, bei den Kommunalwahlen am 9. Juni 2024 wurden erstmals ein Ortsbeirat und ein Ortsvorsteher gewählt.

## Politik

### Ortsbeirat
Der 2024 neu geschaffene Ortsbeirat in Heddesdorf besteht aus 14 Ratsmitgliedern, die bei der Kommunalwahl am 9. Juni 2024 in einer personalisierten Verhältniswahl gewählt wurden, und dem ehrenamtlichen Ortsvorsteher als Vorsitzendem.
Die Sitzverteilung im Ortsbeirat:
| Wahl | SPD | CDU | FDP | FWG a | Ich tu’s b | WGE c | Gesamt   |
| ---- | --- | --- | --- | ----- | ---------- | ----- | -------- |
| 2024 | 5   | 4   | 1   | 1     | 2          | 1     | 14 Sitze |

### Ortsvorsteher
Sven Lefkowitz (SPD) wurde am 29. August 2024 erster Ortsvorsteher von Heddesdorf. Bei der Stichwahl am 23. Juni 2024 hatte er sich mit einem Stimmenanteil von 52,0 % gegen die CDU-Bewerberin durchgesetzt, nachdem bei der Direktwahl am 9. Juni 2024 keiner der ursprünglich fünf Bewerber eine ausreichende Mehrheit erreicht hatte.

## Sehenswürdigkeiten
- Die Heddesdorfer Kirche (siehe Geschichte) mit der ältesten Glocke aus dem 14. Jahrhundert im Geläut.
- Die Nohberschbank mit dem Pfingstreiterbrunnen im Zentrum des Heddesdorfer Unterdorfs.
- Das Haus im Landratsgarten von 1740, die ehemalige Landratur.
- Fachwerkhäuser des 17. und 18. Jahrhunderts im alten Dorfkern.

## Veranstaltungen
- Die Pfingstkirmes auf der Heddesdorfer Kirmeswiese gilt als größtes Volksfest am Mittelrhein.
- Am Pfingstdienstag findet der traditionelle Ritt der Heddesdorfer Pfingstreiter zur Abtei Rommersdorf statt.

## Vereine
- Der TV Heddesdorf von 1877 ist ein großer Breitensportverein, im Ringtennis mit einer Mannschaft in der Bundesliga und seit vielen Jahren in diesem Bereich Bundesspitze.
- Die Vereinigung Heddesdorfer Bürger widmet sich dem Brauchtum und der Pflege der Heddesdorfer Tradition und Geschichte.
- Die KG Alt-Heddesdorf, der 1. Husarencorps Blau-Gold, die KG Ringnarren, sowie der Bürgerverein Grün-Weiss-Frohsinn Heddesdorf pflegen das örtliche Karnevalsbrauchtum.
- Die Burschengesellschaft Heddesdorfer Pfingstreiter gestaltet das jährliche Wettreiten zu Pfingsten. Aus dieser Tradition ging auch der Heddesdorfer Steckenpferdreiterverein hervor.
- Das Ältere Tabaks-Collegium von 1870 pflegt den Rauchsport und besteht zu 70 Prozent aus Nichtrauchern.
- Die  Johannis-Freimaurerloge Zur Wahrheit und Treue feierte 2003 ihr 250-jähriges Bestehen.

## Mit Heddesdorf verbundene Personen
- Amalie Raiffeisen (1846–1897), Tochter von Friedrich Wilhelm Raiffeisen und dessen unersetzliche Hilfe
- Friedrich Wilhelm Raiffeisen (1818–1888), Mitbegründer des Genossenschaftswesens und Heddesdorfer Bürgermeister von 1852 bis 1865.
- Adolph Reinhard (1828–1898), deutscher Landwirt und Politiker
- Ferdinand Hueppe (1852–1938), Mediziner und erster Präsident des Deutschen Fußball-Bundes.
- Richard Bidgenbach, Bürgermeister des Amtes Heddesdorf von 1886 bis 1919.
- Heinrich Joseph Kampers (* 1806; † vor 1886), von 1842 bis 1852 Bürgermeister in Heddesdorf
- Julius Reinhard (1833–1901), Maschinenbauer und Politiker